# Halogénezés
A halogénezés olyan kémiai reakció, melyben egy – általában szerves – vegyület és egy halogén reagál egymással. Az ellentétes folyamat – melynek során egy molekulából eltávolítják a halogént – a dehalogénezés. A halogénezés reakcióútja és sztöchiometriája a halogén minőségén kívül a szerves szubsztrátum szerkezetétől és funkciós csoportjaitól is függ. Szervetlen anyagok, például a fémek is halogénezhetőek.

## Szerves vegyületek halogénezése – reakciótípusok
Szerves vegyületek halogénezésére többféle eljárás is létezik, többek között a gyökös halogénezés, ketonok halogénezése, elektrofil halogénezés és a halogén addíciós reakció. A reakció típusát a funkciós csoportok határozzák meg.

### Gyökös halogénezés
A telített szénhidrogének általában nem lépnek addíciós reakcióba, hanem gyökösen halogénezhetőek, melynek során a hidrogénatom(ok) halogénnel helyettesítődnek. Az alkánok halogénezésének regiokémiáját az elérhető C-H kötések viszonylagos gyengesége határozza meg. A tercier és szekunder helyek reakciókészsége azért nagyobb, mert az így keletkező szabad gyökök, valamint az ezekhez vezető átmeneti állapotok stabilabbak.
A metán klórszármazékait iparilag gyökös halogénezéssel állítják elő:
CH4  +  Cl2   →   CH3Cl  +  HCl

### Alkénekre és alkinekre történő halogénaddíció
A telítetlen vegyületek, főként az alkének és alkinek halogént addícionálnak:
RCH=CHR'  +  X2   →   RCHX-CHXR'
A halogénaddíció halóniumion köztiterméken keresztül játszódik le. Egyes különleges esetekben a köztiterméket izolálni is tudták.

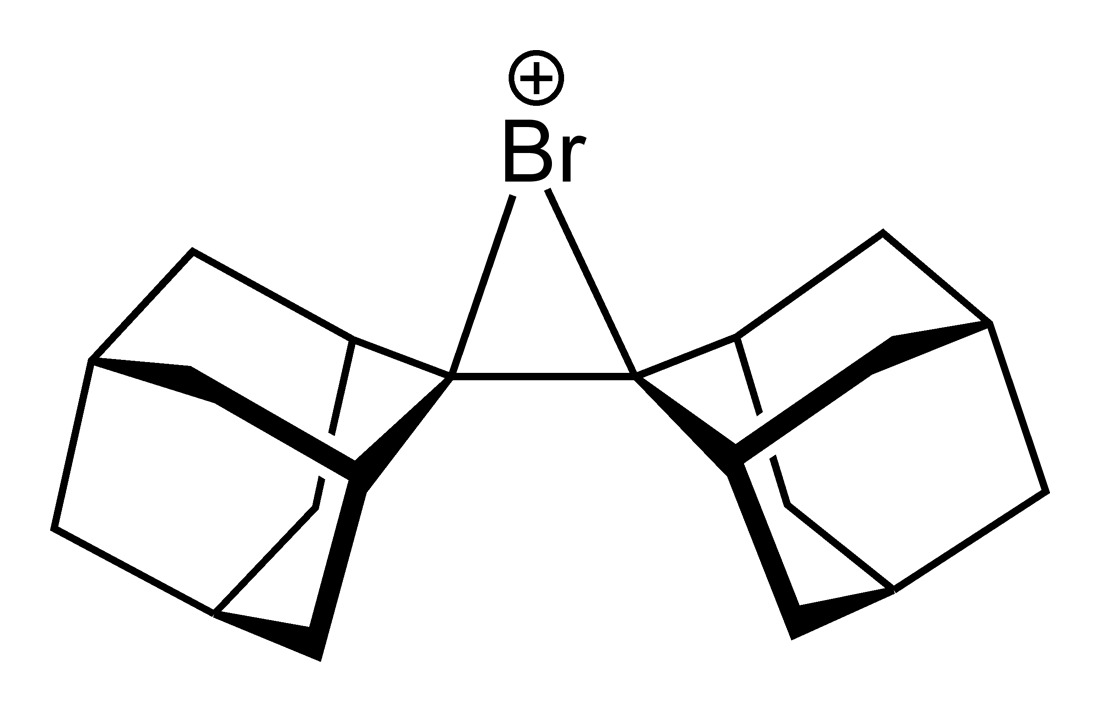
A bromóniumion szerkezete

### Aromás vegyületek halogénezése
Az aromás vegyületek elektrofil halogénezési reakcióba lépnek:
RC6H5  +  X2   →   HX  +  RC6H4X
A halogénezésre való hajlam a halogéntől is függ. A fluor és klór erősebb elektrofil és agresszívebb halogénezőszer. A bróm a fluornál és klórnál gyengébb halogénezőszer, a jód pedig a legkevésbé reakcióképes halogén. A dehidrohalogénezésre való hajlam fordított sorrendet követ: legkönnyebben a jód távolítható el a szerves vegyületekből, a fluororganikus vegyületek pedig nagyon stabilak.

### Egyéb halogénezési módszerek
A Hunsdiecker-reakció során karbonsavból rövidebb szénláncú halogenid keletkezik. A karbonsavat először ezüstsóvá alakítják, melyet azután halogénnel oxidálnak:
RCO2Ag  +  Br2   →   RBr  +  CO2  +  AgBr
A Sandmeyer-reakcióval anilinekből – diazóniumsón keresztül – aril-halogenid állítható elő.
A Hell–Volhard–Zelinsky-halogénezéssel karbonsavak alfa-halogénezése valósítható meg.

## Szerves vegyületek halogénezése – halogén szerinti osztályozás

### Fluorozás
Mind a telített, mind a telítetlen szerves vegyületek könnyen, gyakran robbanásszerűen reagálnak fluorral. A folyamat rendkívül specializált körülményeket igényel. A gyakorlatban a szerves vegyületeket elektrokémiai úton fluorozzák. A reakció az anódon következik be, fluorforrásként hidrogén-fluoridot használnak. Az eljárás neve elektrokémiai fluorozás. Az elemi fluoron (F2) és elektrokémiailag létrehozott megfelelőjén kívül számos fluorozószer ismert, például a xenon-difluorid és a kobalt(III)-fluorid.

### Klórozás
A klórozás rendszerint erősen exoterm reakció. A telített és telítetlen vegyületek is közvetlenül reagálnak klórral, előbbi esetben többnyire UV-fény szükséges a klór homolízisének iniciálásához. Az iparban a klórozást nagy léptékben végzik, a fő eljárások 1,2-diklóretán (a PVC előállításához) és az etán különböző, oldószerként használt klórozott származékainak előállítására irányulnak. A (Cl2-t használó) közvetlen klórozásnak alternatívája az oxiklórozás, melynek során hidrogén-klorid és oxigén keverékét használják.

#### Oxiklórozás
Az oxiklórozás a szénhidrogének hidrogén-klorid (HCl) és oxigén (O2) keverékével történő klórozása. Ez az eljárás ipari szempontból azért előnyös, mert a hidrogén-klorid olcsóbb a klórnál. Ezt az eljárást leginkább etilén klórozására használják:
CH2=CH2  +  2 HCl  +  ½ O2    →    ClCH2CH2Cl  +  H2O
A reakció iniciálását réz(II)-kloriddal (CuCl2) végzik, mely az 1,2-diklóretán előállításához leggyakrabban használt katalizátor. Egyes esetekben a CuCl2 katalizátort szilika hordozóra viszik fel KCl, LaCl3 vagy AlCl3 segédkatalizátorral együtt. A szilikán kívül több más hordozó is használatos, például alumínium-oxid, kovaföld és horzsakő. Mivel a reakció erősen exoterm (238 kJ/mol), a hőmérsékletet ellenőrzik, hogy megvédjék a katalizátort a hőbomlástól. A katalizátor fontos szerepet játszik a szénhidrogének kettős kötésének klórozásában, mivel a kettős kötésre a CuCl2 donálja a klóratomot. A reakció egyenlete:
CH2=CH2  +  2 CuCl2   →   2 CuCl  +  ClH2C-CH2Cl
A réz(II)-klorid regenerálása a réz(I)-klorid oxigénnel és hidrogén-kloriddal végbemenő sorozatos reakciójában történik:
½ O2  +  2 CuCl  →   CuOCuCl2
2 HCl  +  CuOCuCl2    →   2 CuCl2  +  H2O
Az oxiklórozás különös jelentőséggel bír az 1,2-diklóretán – mely utána továbbalakul vinil-kloriddá – előállításában. Mint az alábbi reakcióban látható, az 1,2-diklóretán krakkolódik:
ClCH2CH2Cl    →   CH2=CHCl  +  HCl
2 HCl  +  CH2=CH2  +   ½ O2   →   ClCH2CH2Cl  +  H2O
A folyamatban keletkező HCl-t az oxiklórozás során újrahasznosítják. Mivel a reakció melléktermékei egyben a kiindulási anyagai is, ez az egyik oka annak, hogy a közvetlen klórozás helyett az iparban az oxiklórozást használják.

### Brómozás
Mivel a reakció kevésbé exoterm, a brómozás szelektívebb a klórozásnál. A brómozást leggyakrabban alkénekre történő Br2 addícióval valósítják meg. A telített szénhidrogének és aromás szubsztrátumok brómozása a természetben gyakran előfordul, ezek során rengeteg brómorganikus vegyület keletkezik. A reakciót rendszerint a brómperoxidáz katalizálja, mely bromidot és oxidálószerként oxigént használ. a brómozásra példa az érzéstelenítőként használt halotán triklóretilénből történő szintetikus előállítása:
A brómorganikus vegyületek a természetben leggyakrabban előforduló szerves halogénvegyületek. Keletkezésüket a brómperoxidáz enzim katalizálja. Becslések szerint az óceánok évente 1–2 millió tonna bromoformot és 56 000 tonna brómmetánt bocsátanak ki.

### Jódozás
A jód a legkevésbé reakcióképes halogén és a szerves vegyületek többségével csak nehezen lép reakcióba. Alkénekre történő addícióján alapul a jódszám-meghatározásnak nevezett analitikai módszer, mellyel a zsírok telítetlenségének mértékét határozzák meg. A jodoform-reakció a metil-ketonok lebontásával járó reakció.

## Szervetlen kémia
Fluorral közvetlenül reagáltatva minden elem képez fluoridot az argon, neon és hélium kivételével. A klór valamivel szelektívebb, de reagál a fémek és a nehezebb nemfémek túlnyomó részével. A szokásos tendenciát követve a bróm még kevésbé reakcióképes és a jód reagál a legkisebb mértékben. A számos lehetséges reakció közül példaként az arany klórozása során keletkező arany(III)-klorid képződését említjük. A fémek klórozása ipari szempontból általában nem különösebben jelentős folyamat, mivel a kloridok könnyebben előállíthatók oxidokból és hidrogén-kloridból. Szervetlen vegyületek klórozását viszonylag nagyobb léptékben a foszfor-triklorid és a dikén-diklorid gyártásánál valósítják meg.

## Fordítás
Ez a szócikk részben vagy egészben  a   Halogenation című angol Wikipédia-szócikk ezen változatának fordításán alapul.  Az eredeti cikk szerkesztőit annak laptörténete sorolja fel. Ez a jelzés csupán a megfogalmazás eredetét és a szerzői jogokat jelzi, nem szolgál a cikkben szereplő információk forrásmegjelöléseként.